# Ann Coulter

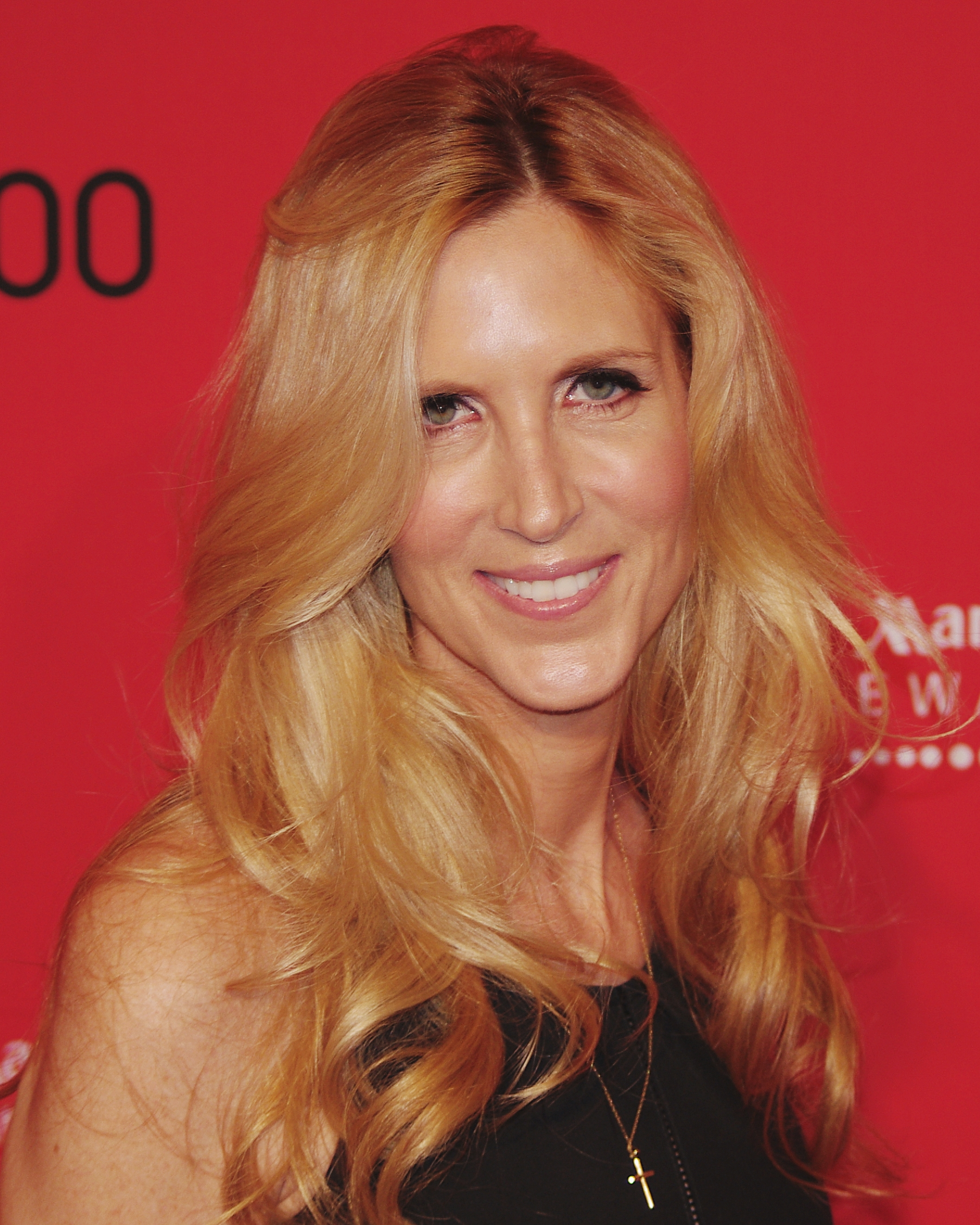
Ann Coulter in 2012

Ann Hart Coulter (New York, 8 december 1961) is een Amerikaanse columniste en publiciste. Ze staat bekend om haar behoudende standpunten en is lid van de Republikeinse Partij. Ze wordt soms omschreven als 'de Michael Moore van de Republikeinse Partij' of 'Rush Limbaugh in minirok'. In haar spreek- en schrijfstijl gebruikt ze vaak sarcasme.

## Boeken
Ann Coulter heeft anno 2018 twaalf boeken geschreven, waarvan er vele op de New York Times-bestsellerslijst stonden. Haar eerste boek High Crimes and Misdemeanors: The Case Against Bill Clinton kwam uit in 1998. Ann Coulter pleit hierin voor het aftreden van toenmalig president Bill Clinton.
In haar tweede boek Slander: Liberal Lies About the American Right, uit 2002, geeft Coulter aan dat toenmalig president George W. Bush oneerlijke en negatieve media-aandacht heeft gekregen tijdens de campagne om het presidentschap.
In 2003 kwam haar boek Treason: Liberal Treachery from the Cold War to the War on Terrorism uit waarin ze de geschiedenis van de Koude Oorlog heronderzoekt. Ze schrijft dat liberals verkeerde politieke analyses maakten en verkeerde politieke beslissingen hebben genomen. Ook zegt ze dat senator Joseph McCarthy (1908-1957) gelijk had toen hij beweerde dat Sovjetspionnen voor de Amerikaanse overheid werkten.
In 2004 werd een collectie van haar columns uitgebracht in boekvorm onder de naam How to Talk to a Liberal (If You Must): The World According to Ann Coulter. Haar vijfde boek, Godless: The Church of Liberalism, kwam uit in 2006. Hierin geeft ze weer hoe het liberalisme het bestaan van God verwerpt, gelovige mensen hekelt en beschrijft ze de religieuze trekken van het liberalisme.
Het boek If Democrats Had Any Brains, They'd Be Republicans kwam uit in 2007 en bevat een verzameling van citaten van Ann Coulter, gedeeltelijk uitgekozen door mensen die het met haar eens zijn. Begin 2009 kwam haar boek Guilty: Liberal "Victims" and Their Assault on America uit; dit boek verdedigt het conservatisme.
Medio 2011 bracht ze haar boek Demonic: How the Liberal Mob Is Endangering America uit, waarin ze de handelwijze van liberals vergelijkt met die van woedende menigtes. In 2012 verscheen haar boek Mugged dat gaat over racistische demagogie in de jaren 70 tot en met de eerste termijn van de presidentschap van Barack Obama. Sinds 2015 heeft Coulter nog drie boeken geschreven: Adios, America (2015), In Trump We Trust (2016) en Resistance is Futile! (2018).
Ann Coulter was eerst een groot voorstander van Donald Trump⁣, maar sprak zich later tegen hem uit.